# 南通慘案
南通惨案是第二次國共內戰期間國民政府組織的一起殺戮事件。
1946年3月18日，千余名群众在江苏南通集會，要求和平、反对内战，並迎接來到南通的军事调处执行部淮阴执行小组。执行小组离开后，中國国民党派人逮捕参加迎接的群众20余人，殺死8人，其中就包括新華社记者孙平天。